# ハイリゲンシュタットの遺書
ハイリゲンシュタットの遺書（独: Heiligenstädter Testament）は、ルートヴィヒ・ヴァン・ベートーヴェンが1802年10月6日にハイリゲンシュタット（今日ではウィーンの一部）において、弟であるカールとヨハンに宛てて書いた手紙である。
本書を記して25年後、ベートーヴェンが肝硬変で亡くなった直後の1827年3月に、この文書はベートーヴェンの伝記を記した秘書兼弟子のアントン・シンドラー、親友であり公務員兼劇作家のシュテファン・フォン・ブロイニンクによって発見され、10月に公表された。
原文は、1888年にオペラ歌手ジェニー・リンドから寄贈され、カール・フォン・オシエツキー大学オルデンブルクが保管している。

## 概略
文章の内容は、日ごとに悪化する難聴への絶望と、芸術家としての運命を全うするために肉体、および精神的な病気を克服したい願望を反映している。
特徴として、カールの名前が適切な位置にあるのに対して、ヨハンの名前のあるべき位置の左側に余白があることが挙げられる。そのことに対して数多くの説明がある。例えば、ベートーヴェンが法律に準じる文章にヨハンのフルネーム（ニコラウス・ヨハン）を使うべきか不安であったこと、弟達に対する複雑な愛情の心境、生涯憎んでいたアルコール中毒で口汚い父ヨハン（1792年に死亡）への感情の変化などである。

## 半生
1770年12月16日にドイツのボンで生まれる。3才で生活の要であった祖父が死去、アルコール中毒で虐待的で給与が途絶えがちの音楽家の父親に4才からスパルタ教育で音楽を教わり、一時は音楽への嫌悪まで表すようになった。17歳で母親が肺結核で死去。その後はアルコール依存で働けなくなった父と弟達を養うために、複数の仕事を掛け持ちした。
1792年7月、近くに寄った音楽家のハイドンが弟子入りを認め、11月にはウィーンに移住、翌月に父親が死去。20才前半で徐々に才能が認められる。
20代後半頃から音楽家としての死とも言える難聴が悪化し始める。そして、30才前半である1802年に自殺を考えて認めたのが『ハイリゲンシュタットの遺書』である。
ハイリゲンシュタットの遺書の一節には「自分の生命を絶つまでほんの少しの所であった。- 私を引き留めたのはただ“芸術”だけであった。」と記されている。
彼が死去したのは、この『ハイリゲンシュタットの遺書』を記してから25年後の肝硬変による病死であった。数多くの芸術作品と未完の作品と謎を残した死であった。